# Aimar Oroz Huarte
Aimar Oroz Huarte (nascut el 27 de novembre de 2001) és un futbolista professional navarrès que juga a l'Osasuna de La Liga com a migcampista ofensiu.

## Carrera de club
Nascut a Arazuri, Navarra, Oroz es va incorporar a la formació juvenil del CA Osasuna el 2014, procedent de l'Ikastola Sanduzelai. El 30 de maig de 2018, després d'acabar la seva formació, va signar un contracte de dos anys amb el club, amb una opció a dos més.
Amb 16 anys, Oroz va debutar amb el sènior amb el filial l'1 de setembre de 2018, com a titular en una victòria per 2-0 a casa a Tercera Divisió contra el CD Subiza. Va debutar com a professional el 31 de maig següent, entrant com a substitut de Rubén García en un partit que va guanyar per 3-2 fora de casa contra el Córdoba CF al campionat de Segona Divisió.
El 14 de maig de 2020, després de convertir-se ja en titular habitual dels B's, Oroz va renovar el seu contracte amb els Rojillos fins al 2023. Va debutar a la Lliga el 19 de juliol, substituint Adrián López en un empat a 2 a casa contra el RCD Mallorca.
El 20 de juny de 2022, després de marcar 11 gols amb el Barça B i ajudar-lo a ascendir a Primera Divisió RFEF, Oroz va renovar el seu contracte fins al 2026. El 31 d'agost, després de ser titular en els tres primers partits de la temporada, va ascendir definitivament a l'equip principal.

## Internacional
El 16 de setembre de 2022, Oroz va ser convocat per primera vegada amb la selecció sub-21 per a dos partits amistosos. El 10 de juliol de 2024, va ser inclòs a l'equip final per competir als Jocs Olímpics de París 2024, on va guanyar la medalla d'or el 9 d'agost de 2024 contra la nació amfitriona amb un marcador de 3-5.

## Palmarès
Osasuna
- Segona Divisió: 2018–19
- Copa del Rei: subcampió 2022–23[13]

Espanya sub-21
- Subcampió de l'Eurocopa sub-21 de la UEFA: 2023

Espanya sub-23
- Medalla d'or als Jocs Olímpics d'estiu: 2024[14]